# Château de Montlaur (Montaud)
Pour les articles homonymes, voir Château de Montlaur.
Le château de Montlaur est un ancien château fort, du XIe siècle, de nos jours ruiné, dont les vestiges se dressent sur la commune française de Montaud dans le département de l'Hérault, en région Occitanie.
Les ruines du château font l'objet d'une inscription au titre des monuments historiques par arrêté du 3 novembre 1942.

## Localisation
Les ruines du château sont situées sur la commune de Montaud, sur la route qui mène à Montpellier distante d'une vingtaine de kilomètres, dans le département français de l'Hérault.

## Historique
Le château est cité au XIe siècle.
L’origine du château, berceau de la famille de Montlaur, se perd dans la nuit des temps. Il appartenait déjà aux seigneurs de ce nom quand, en 1095, Pons et Bernard de Montlaur se croisèrent avec le comte de Toulouse Raymond IV pour délivrer les lieux saints en conséquence du concile de Clermont. En 1120, il est le lieu de naissance de Jean de Montlaur qui sera évêque de Maguelone.
Il fut transmis de père en fils jusqu’à Hector de Montlaur commandant pour le roi en 1424 la garde de Montpellier, dont le fils Antoine sans héritier mâle, transmit tous ses biens à son cousin Jean III de Montlaur Baron de Murles (arrêt du parlement de Toulouse en date du 28 janvier 1494).
En 1573, lors de la quatrième guerre de Religion, les troupes protestantes, descendant des Cévennes, assiègent sans succès le château qui est situé sur une position stratégique.
En 1592, le château et la baronnie appartiennent désormais à Marthe de Montlaur qu’elle cède alors à son proche parent Jean de Bousquet-Verlhac. 
Cette maison du Quercy avait donné un cardinal au XIIIe siècle qui venait d’épouser en 1590 une petite-fille de Jean V de Montlaur.
Pour sa descendance, le fief sera érigé en marquisat en vertu de lettres patentes données par Louis XIV à Saint-Germain-en-Laye le 25 décembre 1679, enregistré en 1680.
Redevenu possession du parti catholique, il est assiégé pendant la première rébellion huguenote, en 1622, par Henri, duc de Rohan. Le château tombe après une semaine de siège, le lundi de Pâque lors duquel les défenseurs sont massacrés.
Les vainqueurs enverront le baron de Montlaur dans les geôles protestantes du château de Sommières et le libéreront après paiement d'une importante rançon. Les fortifications du château seront démolies et le château démantelé. En 1664, Louis XIV fera ajouter aux armoiries des Montlaur sept fleurs de lys d'argent pour récompenser la résistance du château lors du siège de 1622.
En 1748, Jacques-Josèphe-Toussaint-Hercule 2e marquis de Montlaur meurt sans enfant laissant son héritage à sa petite-nièce, fille d'Étienne de Montlaur et de Marie de Faur. En 1740, elle se marie à Henri-Joseph-Eugène de Villardi, comte de Quinson originaire du Milanais, propriétaire d’une maison en Provence datant d’avant 1350.  Il demeura donc le 3e marquis de Montlaur, à qui l’on rendit hommage en l’an 1748. 
Son fils Gabriel-Joseph-Raymond, baron des États de Languedoc, fera substituer en 1784 son nom et ses armes à celles de Montlaur que Louis XVI ré-érigera pour lui en marquisat par lettres patentes données à Versailles en 1782, enregistrées en 1787. 
Le château n’a depuis jamais appartenu à une autre famille.